# Cethosia adantonia
Cethosia adantonia är en fjärilsart som beskrevs av Hans Fruhstorfer 1912. Cethosia adantonia ingår i släktet Cethosia och familjen praktfjärilar. Inga underarter finns listade i Catalogue of Life.